# Brian Van Holt

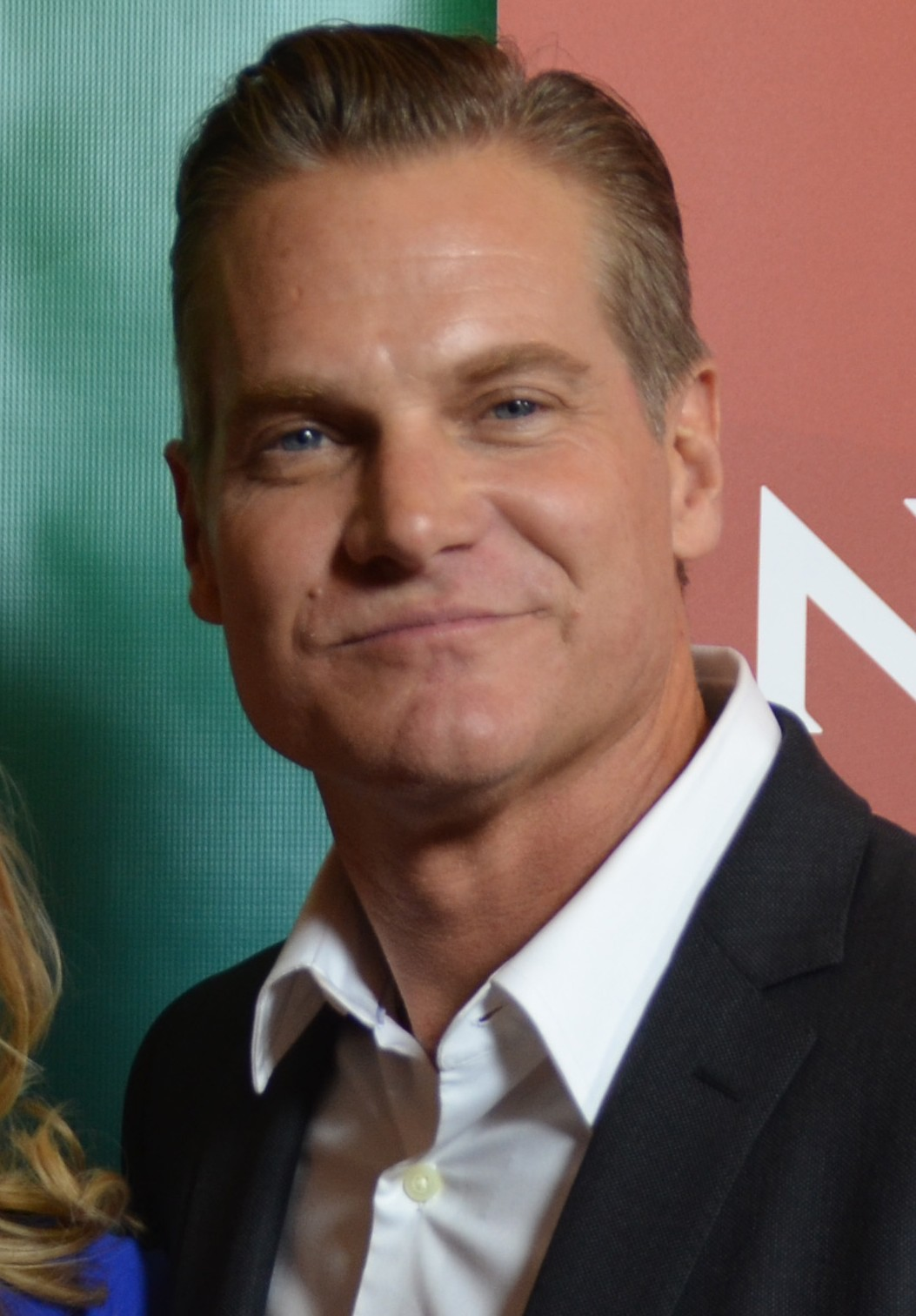
Brian Van Holt (2014)

Brian Van Holt (* 6. Juli 1969 in Waukegan, Illinois) ist ein US-amerikanischer Schauspieler.

## Leben und Karriere
Brian Van Holt wuchs in Huntington Beach, Kalifornien auf. Er ist schottischer und irischer Abstammung, nicht niederländisch, wie häufig von der Allgemeinheit vermutet wird. Im April 2003 sagte er bei einem Interview: „Mein Spitzname ist ‘Holländer’, aber meine Familie ist Teil des Clan MacGregor. Niemand weiß wirklich, woher der Name ‘Van Holt’ kommt.“ An der University of California machte er 1993 einen Abschluss in Soziologie und Psychologie. Vor seinen ersten Filmrollen wirkte er in Werbespots mit, einerseits um Erfahrung am Set beziehungsweise vor der Kamera zu sammeln, andererseits um einfach nur seine Rechnungen bezahlen zu können.
Nachdem Van Holt viele kleine Auftritte in Fernsehserien wie Sex and the City hatte, gelang ihm als Sergeant Jeff Struecker in Black Hawk Down der Durchbruch. In dem Kriegsfilm Windtalkers spielte Van Holt die Rolle des Private Harrigan und ein Jahr später trat er in S.W.A.T. – Die Spezialeinheit auf. Für seine Darbietung in House of Wax wurde er 2005 für den Teen Choice Award nominiert.
Zwischen 2005 und 2006 spielte Van Holt in 13 Folgen der Fernsehserie Nemesis – Der Angriff und 2007 in der Serie John from Cincinnati. Von 2009 bis 2015 spielte er eine der Hauptrollen in der Serie Cougar Town.

## Filmografie
- 1996: Die Brady Family 2 (A Very Brady Sequel)
- 1997: L.A. Johns – Scharfe Kurven, heiße Typen (L.A. Johns)
- 1997: Vom Sieger zum Champion (Steel Chariots)
- 1998: Texarkana
- 1999: The Underground Comedy Movie
- 1999: Sex and the City (Fernsehserie, Episode 2x10)
- 2000: Vernascht! (Whipped)
- 2001: Black Hawk Down
- 2002: Windtalkers
- 2003: Confidence
- 2003: Basic – Hinter jeder Lüge eine Wahrheit (Basic)
- 2003: S.W.A.T. – Die Spezialeinheit (S.W.A.T.)
- 2004: Kat Plus One
- 2005: Der Herr des Hauses (Man of the House)
- 2005: House of Wax
- 2005–2006: Nemesis – Der Angriff (Threshold, Fernsehserie, 13 Episoden)
- 2007: John from Cincinnati (Fernsehserie, 10 Episoden)
- 2008: Sons of Anarchy (Fernsehserie, Episode 1x05)
- 2009: Burn Notice (Fernsehserie, Episode 3x01)
- 2009–2015: Cougar Town (Fernsehserie)
- 2012: Shootout – Keine Gnade (Bullet to the Head)
- 2012: CSI: Vegas (CSI: Crime Scene Investigation, Fernsehserie, Episode 13x08)
- 2013: The Bridge – America (The Bridge, Fernsehserie, 6 Episoden)
- 2014: Der große Trip – Wild (Wild)
- 2014: Ascension (Fernsehserie)
- 2015: Marvel’s Agents of S.H.I.E.L.D. (Fernsehserie, Episode 2 Episoden)
- 2016: Grandfathered (Fernsehserie, Episode 1x14)
- 2018: Criminal Squad (Den of Thieves)
- 2020: Deputy – Einsatz Los Angeles (Deputy, Fernsehserie, 13 Episoden)
- 2024: Boneyard